# زبان کوچک

دستگاه گوارش انسان

زبان کوچک یا مَلازه (به انگلیسی: Palatine uvula) اندام کوچک مخروطی شکلی است که در حلق و در بخش نرم‌کام قرار دارد. این اندام از بافت‌های پیوندی به همراه برخی غدد گوارشی مخروطی شکل، به همراه بافت‌های عضلانی تشکیل شده است. وظیفهٔ زبان کوچک جلوگیری از ورود آب و مواد غذایی به درون بینی است که مانند دریچه اپی گلوت(برچاکنای) برای نای است.